# M/T Ilirija
M/T Ilirija je bio trajekt za međunarodne i dužobalne linije u sastavu flote hrvatskog brodara Jadrolinije. Brod je izgrađen 1963. godine u Papenburg Emsu za danskog brodara A/S Dampskibsselskabet på Bornholm af 1866, a zaplovio je pod imenom Bornholmerpilen. 1971. Jadroliija kupuje brod, dodjeluje mu ime Ilirija te je brod zaplovio na međunarodnoj pruzi Zadar - Ancona. Nakon plovidbe u Jadroliniji, već isluženi brod je prodan 1997. godine firmi Karden Line za koju je zaplovio pod imenom Kargen. Brod je ponovno prodan 2000. godine turskome brodaru Kardem Lines, a dobio je ime Avrasya II, a plovi na pruzi Trabzon - Soči. Konačno u kolovozu 2006. godine brod je doplovio u rezalište u Aliagi. Iliriju su pokretala dva Deutz motora snage 3235 kW i mogla je ploviti brzinom od 17 čvorova. Kapacitet broda je iznosio; 900 putnika, 120 postelja i 74 automobila. 

### Pomorske nesreće
Dne 6. svibnja 1992. U Dubrovniku je zbog još nerazjašnjenih okolnosti došlo do sudara između Ilirije i M/B Aurora dubrovačkog Atlasa. Tada se Aurora potopila. Život izgubilo 10 osoba, a još 18 ih je ozlijeđeno (svi su bili putnici na Aurori).
Dne 31. svibnja 1998. Sudar s malezijskim brodom za rasute terete Bunga Orkid Tira i brod je ozbiljno oštećen, ali je popravljen i vraćen u službu.